# Aframomum alboviolaceum
Aframomum alboviolaceum, conhecida como Ginguenga, jinguenga, tondolo ou feijão do paraíso, é uma espécie de monocotiledônea originalmente descrita por Henry Nicholas Ridley e que obteve seu nome atual de Karl Moritz Schumann. É parte do gênero Aframomum, da família Zingiberaceae.